# ルビー・ブルー
ルビー・ブルー（Ruby Blue）は、1980年代に歌手のレベッカ・ピジョンとギタリストのロジャー・ファイフによって結成されたスコットランドのフォーク・ポップ・バンド。
ピジョンは王立演劇学校の学生だった。1986年、彼女の友人でギタリストのロジャー・ファイフが彼女にデモテープで歌うことを依頼し、それがロンドンのレッド・フレーム・レコードに送られた。デモを聞いた後、レーベルはピジョンとファイフと契約し、ファースト・アルバム『Glances Askances』をリリースした。
ピジョンはルビー・ブルーのリード・シンガーとなり、ベースにアンソニー・クート、バック・ボーカルにエリカ・スポッツウッド、ドラムにクリス・バックが加わった。後にドラムはバックからカルロス・エドワーズに交代した。1990年、クートとピジョンは別の道を歩むこととなった。ピジョンはアメリカに渡り、女優としてのキャリアを追求することにした。その後は、エリカ・スポッツウッド（現在はウッズ）が、彼女の代わりにリード・ボーカルを務めた。
ウッズとファイフはバンド名をそのままに、1993年にアルバム『Almost Naked』をリリース。アルバムは失敗に終わり、ルビー・ブルーは解散した。ウッズはロサンゼルスに移り、ルビー・ブルーのアルバム『ダウン・フロム・アバヴ』の音楽プロデューサーであったトニー・フィリップスと結婚した。ファイフは音楽プロデューサーとなって、シンディ・ローパー、アントニー・アンド・ザ・ジョンソンズ、トリッキーらと仕事をした。

## ディスコグラフィ

### スタジオ・アルバム
- Glances Askances (1987年、Red Flame)
- 『ダウン・フロム・アバヴ』 - Down from Above (1990年、Fontana)
- Paradise (1993年、Red Flame)
- Almost Naked (1993年、Aris)[3]

### コンピレーション・アルバム
- Broken Water (1992年、Red Flame)